# Sunflower Daisetsu
Die Sunflower Daisetsu ist ein Fährschiff der japanischen Reederei MOL Ferry. Sie wurde 2001 als New Rainbow Love in Dienst gestellt und stand bis 2007 unter diesem Namen für Kyuetsu Ferry im Einsatz. Seitdem befährt das Schiff die Strecke von Tomakomai nach Ōarai.

## Geschichte
Die New Rainbow Love entstand unter der Baunummer 1079 in der Werft von Mitsubishi Heavy Industries in Shimonoseki und lief am 14. März 2001 vom Stapel. Nach der Ablieferung an die Reederei Kyuetsu Ferry mit Sitz in Fukuoka am 29. Juni 2001 nahm sie am 9. Juli 2001 den Fährdienst von Muroran über Jōetsu nach Hakata-ku (einem Hafenbezirk von Fukuoka) auf. Das in der Tonnage unwesentlich größere Schwesterschiff New Rainbow Bell folgte im September 2001.
Am 21. März 2007 ging die nun in Sunflower Daisetsu umbenannte Fähre in den Besitz der Reederei MOL Ferry über. Es folgte die Indienststellung auf der Strecke von Tomakomai nach Ōarai in der Präfektur Ibaraki, wo sie seitdem im Einsatz steht. Am 31. Juli 2015 brach während einer Überfahrt nach Tomakomai auf dem Fahrzeugdeck des Schiffes ein Brand aus, bei dem der Navigationsoffizier ums Leben kam. Die Sunflower Daisetsu erlitt schwere Schäden und musste nach Tomakomai geschleppt werden. Brandursache war ein Kurzschluss in einem mit Gasflaschen beladenen Lastwagen. Nach Reparaturarbeiten in Hakodate konnte das Schiff im Frühjahr 2016 wieder den Dienst aufnehmen.